# Parasecodes
Parasecodes är ett släkte av steklar. Parasecodes ingår i familjen finglanssteklar.
Kladogram enligt Catalogue of Life:
| Parasecodes | \| \| Parasecodes longigaster \| \| \| \| \| \| Parasecodes simulans \| \| \| \| |
|             | \| \| Parasecodes longigaster \| \| \| \| \| \| Parasecodes simulans \| \| \| \| |
|             | Parasecodes longigaster                                                          |
|             |                                                                                  |
|             | Parasecodes simulans                                                             |
|             |                                                                                  |